# Montvendre
 Montvendre  es una población y comuna francesa, en la región de Ródano-Alpes, departamento de Drôme, en el distrito de Valence y cantón de Chabeuil.

## Demografía
| 652 | 629 | 600 | 634 | 743 | 857 |
| Para los censos de 1962 a 1999 la población legal corresponde a la población sin duplicidades (Fuente: INSEE [Consultar]) |     |     |     |     |     |